# Жабеня шукає тата
«Жабеня шукає тата» — анімаційний фільм Романа Качанова.

## Сюжет
Маленьке жабеня шукає, але ніяк не може знайти тата, який міг би його захищати і грати з ним. Воно обходить різних звірів, які більші за нього. І всі його проганяють. Але раптом він бачить, що в траві плаче маленький коник. І тоді жабеня каже: «Не плач. Я буду твоїм татом.»